# Lazar Prybulski
Lazar Prybulski (ur. 10 czerwca 1879 w Kobryniu, zm. 8 kwietnia 1928 w Warszawie) –  łódzki lekarz, działacz kulturalny społeczności żydowskiej, działacz społeczny, propagator muzyki.
Syn Szymona i Fejgi.
Po ukończeniu studiów na uniwersytecie w Dorpacie przybył w 1905 r. do Łodzi, zamieszkał przy ul. Południowej (obecnie ul. Rewolucji 1905 r.) 2 i otworzył praktykę w zakresie dermatologii i wenerologii. Leczył choroby skórne, weneryczne, moczopłciowe i niemoc płciową.
W wykazie lekarzy zarejestrowanych w 1920 w Okręgowym Urzędzie Zdrowia w Łodzi figuruje jako Prybulski Lajb, specjalność choroby skórne i weneryczne, pod adresem Zawadzka (obecnie ul. Adama Próchnika) 1.
Poza działalnością zawodową był społecznikiem, działaczem ruchu sportowego, kulturalnego i muzycznego.
Był współzałożycielem Łódzkiej Orkiestry Filharmonicznej, członkiem zarządu orkiestry Filharmonii.
Był członkiem Miejskiej Komisji Teatralnej w Łodzi.
Był też recenzentem muzycznym łódzkiej gazety „Łodzier Togbłat”.
Obdarzony dobrym głosem, występował jako solista w powstałym wiosną 1915 r. amatorskim "Pierwszym Łódzkim Kółku Operowym".
Popularyzował sport wśród ludności żydowskiej Łodzi. Był jednym z założycieli i prezesem Łódzkiego Żydowskiego Towarzystwa Gimnastyczno-Sportowego „Bar–Kochba” (1912–1917). Także był założycielem Żydowskiego Towarzystwo Gimnastyczno-Sportowego „Makkabi”, w latach 1916–1921 członkiem Centralnego Związku Żydowskich Towarzystw Gimnastyczno-Sportowych.
Wchodził w skład zarządów: Klubu Żydowskiego, oraz Łódzkiego Żydowskiego Towarzystwa Muzycznego i Literackiego „Hazomir” („Słowik”), które miało swoją siedzibę na II piętrze w oficynie posesji przy al. T. Kościuszki 21, gdzie od frontu było gimnazjum żeńskie im. E. Orzeszkowej
Był także prezesem Literacko-Dramatycznego Stowarzyszenia „Ars”.
Pochowany został w Łodzi na cmentarzu żydowskim tzw. nowym przy ul. Brackiej (str. L, kw. F, nr grobu 116).
Żonaty z Anną z Lewinsonów (ur. 30 grudnia 1898 w Łodzi), córką Nahmana i Marii Zaron, miał syna Nachmana Szymona (ur. 10 marca 1925).